# Leleuporites
Leleuporites is een geslacht van kevers uit de familie van de loopkevers (Carabidae). De wetenschappelijke naam van het geslacht is voor het eerst geldig gepubliceerd in 1960 door Straneo.

## Soorten
Het geslacht Leleuporites omvat de volgende soorten:
- Leleuporites basilewskyi Straneo, 1960
- Leleuporites mirus (Straneo, 1960)